# Bunkercomplex 5000

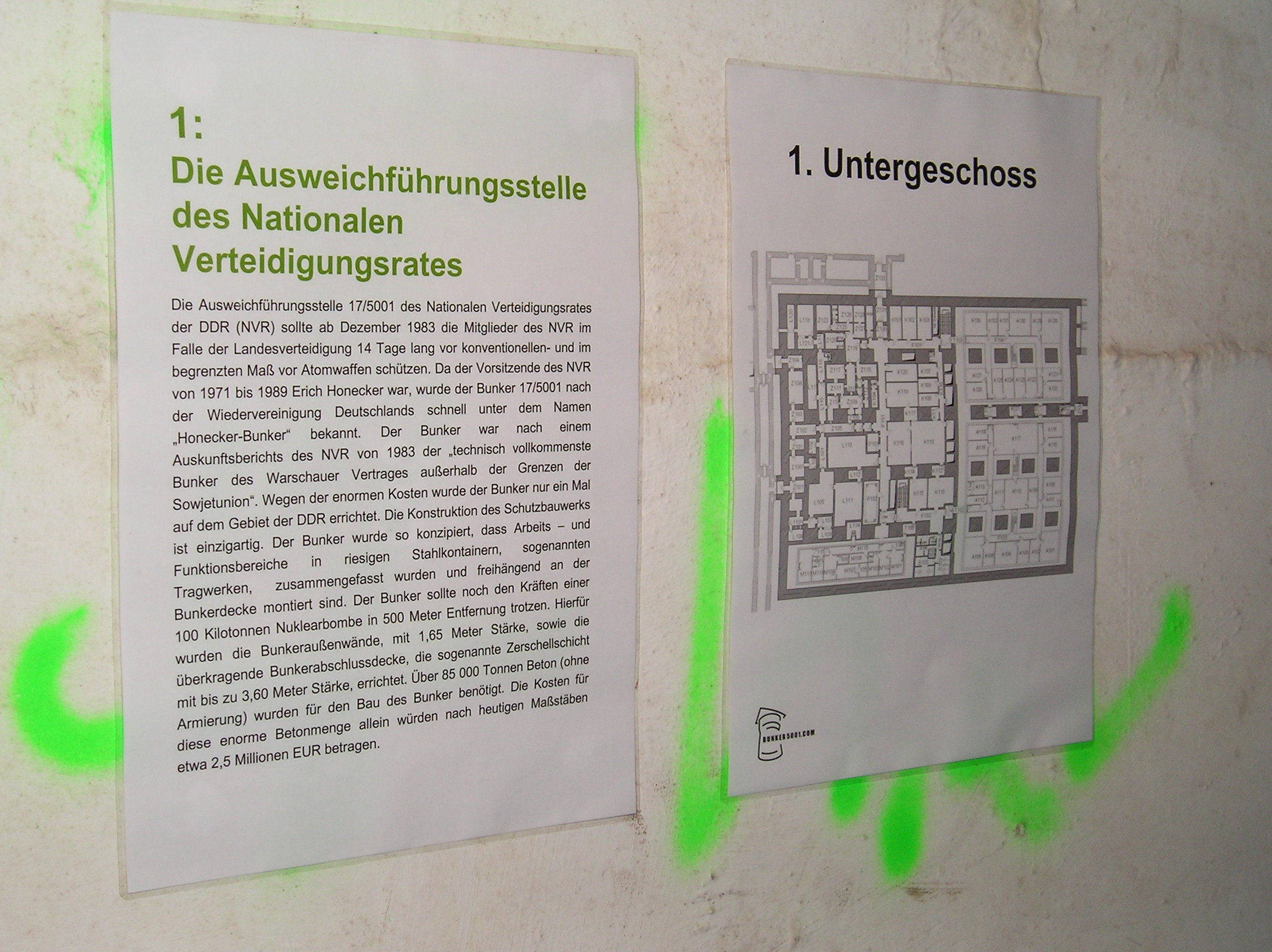
Plattegrond

Het Bunkercomplex 5000 te Prenden gemeente Wandlitz bestaat uit de volgende bouwelementen: twee commandobunkers Führungsbunker Nationale Verdedigingsraad (17/5001) en Führungsbunker Ministerie voor Staatsveiligheid (17/5005), vier communicatiebunkers (17/5002, 17/5011, 17/5020, 17/5021 en 17/5020) en een helikopterhaven (17/5020).
Het complex is gebouwd in opdracht van de Nationale Verdedigingsraad (NVR) van de Duitse Democratische Republiek (DDR) en moest in crisistijd en in geval van oorlog bescherming bieden voor bestuurders zodat communicatie met militairen en de strijdkrachten van het Warschaupact gewaarborgd was.

## 17/5001: Führungsbunker NVR (Perle)
De tussen 1978 en 1983 gebouwde bunker met een oppervlakte van meer dan 7500 vierkante meter is een van de grootste en bekendste ondergrondse beschermende gebouwen op het grondgebied van de voormalige DDR. Dit bijzondere bouwwerk met als codenaam 17/5001 en als bijnaam parel werd als technisch meesterwerk beschouwd en was op het moment van oplevering in 1983 waarschijnlijk het meest geavanceerde bouwwerk in het hele Oostblok.

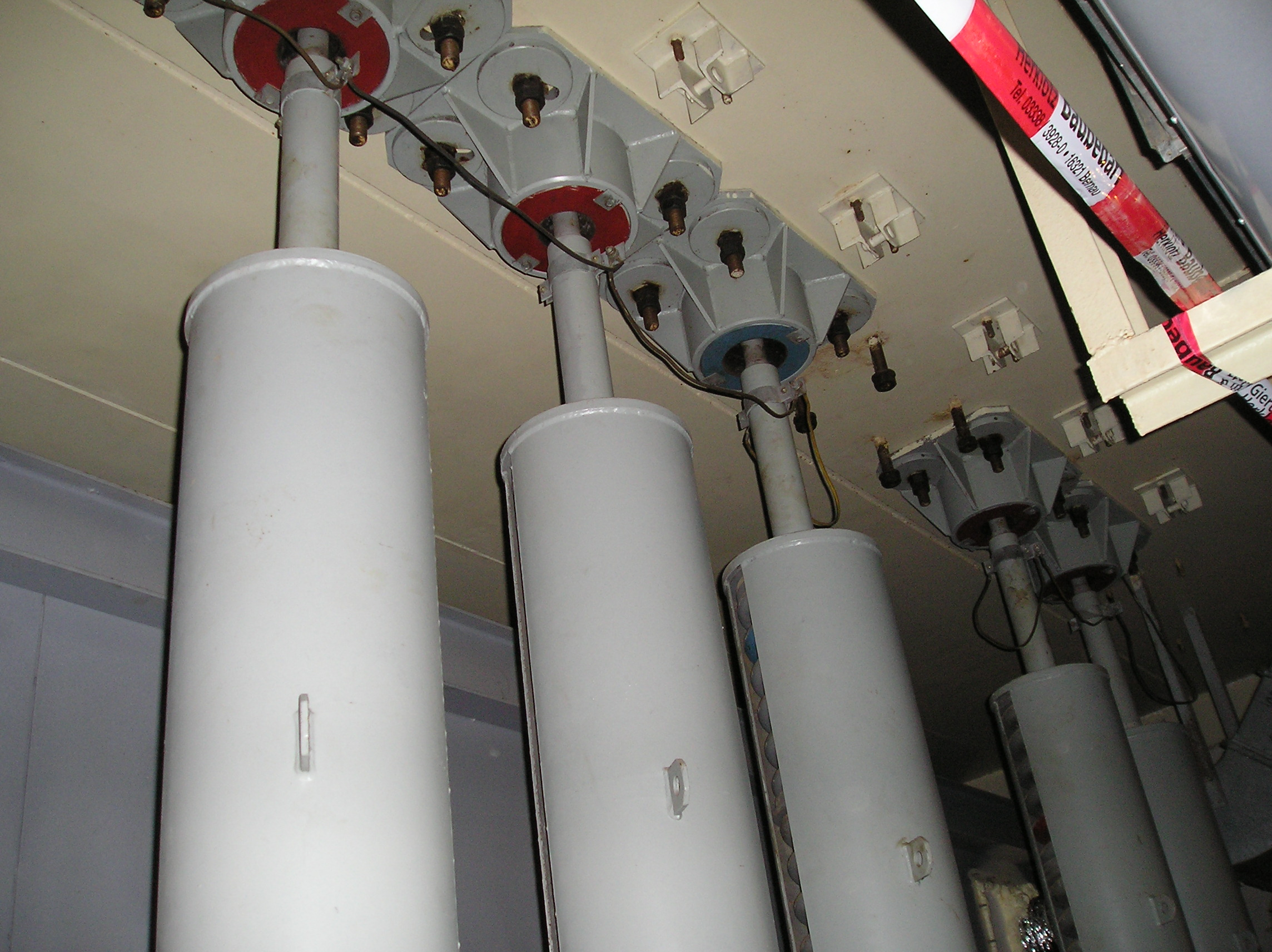
Met stikstof gevulde schokdemper

Grote delen van drie verdiepingen tellende bouwwerk zijn elastisch opgehangen om een schokgolf van een nucleaire explosie op te vangen. Hiervoor werden grote veren maar ook met stikstof gevulde schokdempers gebruikt.

### Doel
Bijna 350 mensen, waaronder leden van de Nationale Verdedigingsraad (NVR) en van het Centraal Comité van de Sozialistische Einheitspartei Deutschlands (SED) en secretaris-generaal Erich Honecker vonden hier onderdak. Dit object wordt in de volksmond ook wel de Honecker-bunker genoemd.

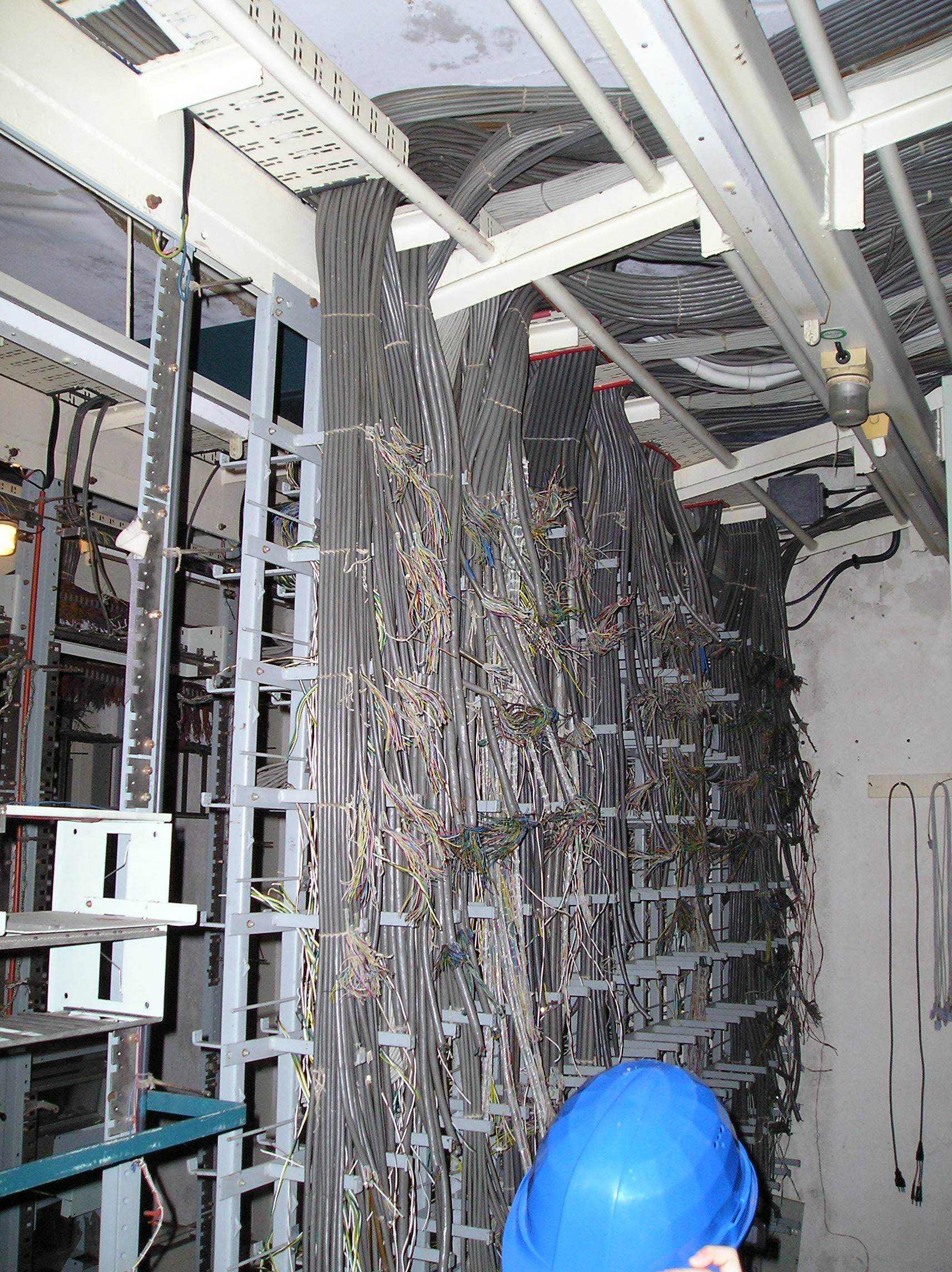
Telefooncentrale

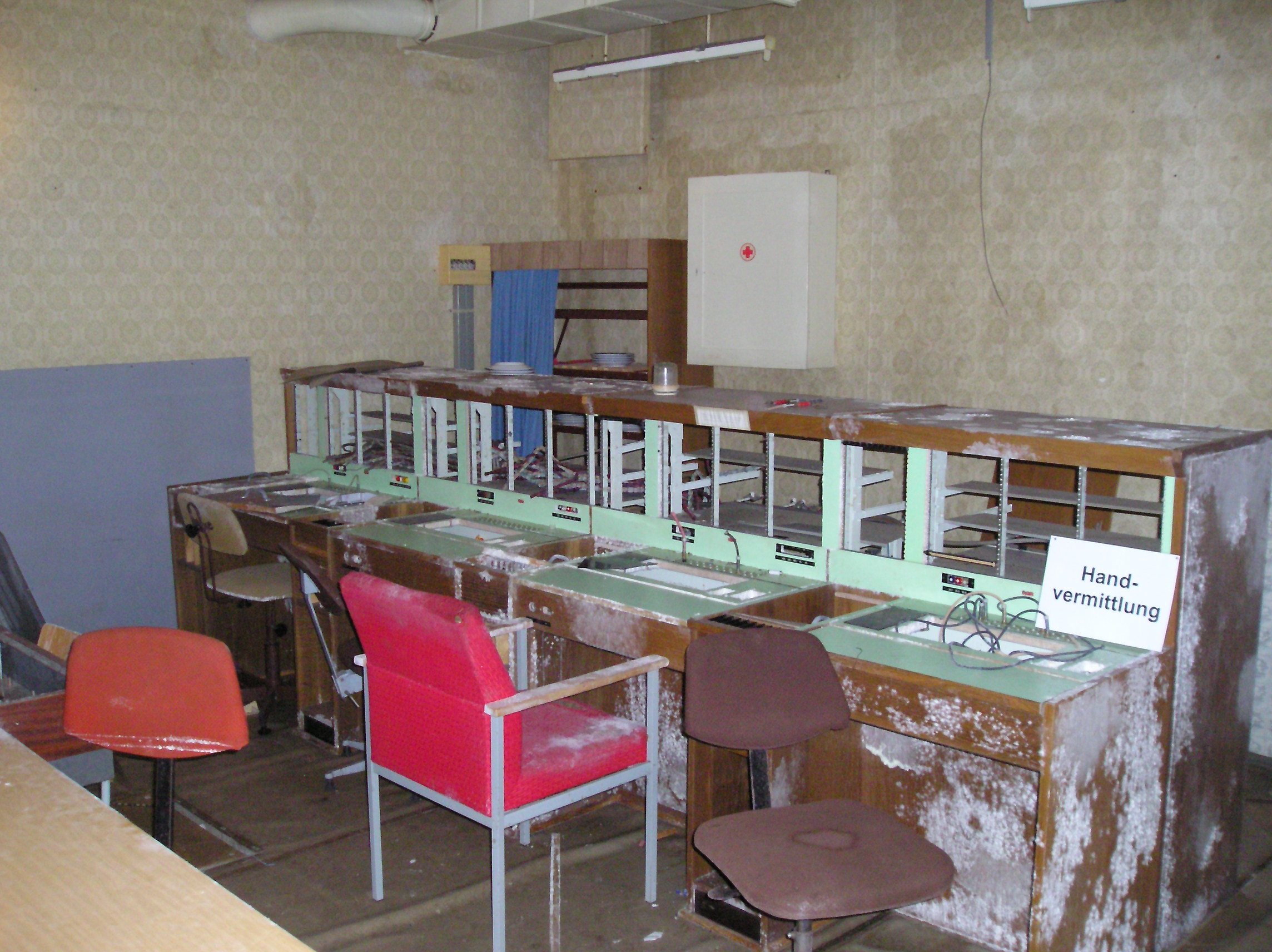
Telefooncentrale - bediening

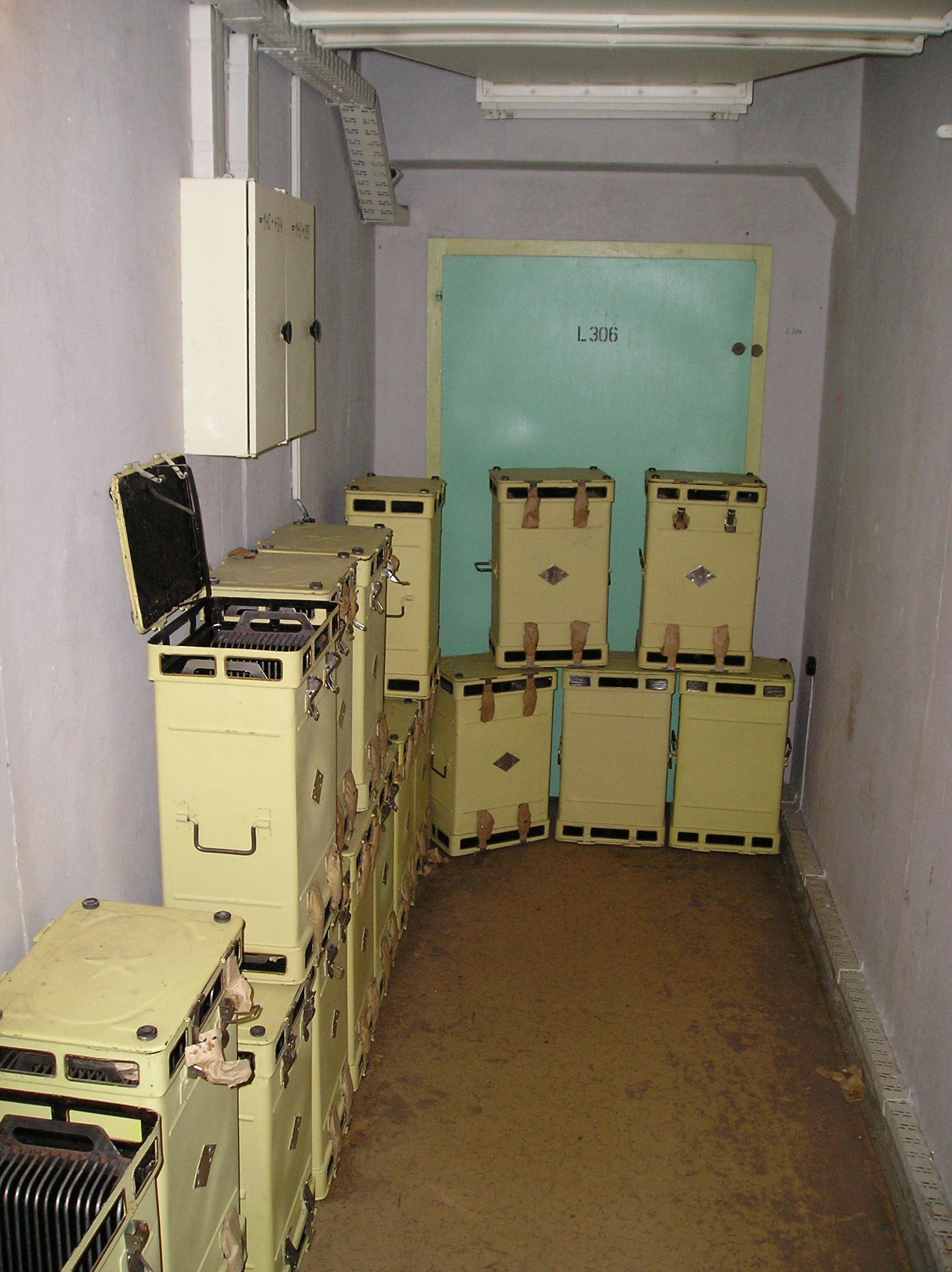
Apparaten om zuurstof te maken

Opmerkelijk is het dat de bunker slechts een beperkte militaire relevantie had. Zo konden geen wapensystemen vanuit de bunker bestuurd worden en waren geen grote computers aanwezig om diverse gevechtsstrategieën te simuleren. De enige technische infrastructuur die niet voor bescherming diende of onderdeel uitmaakte van de zelfvoorzienende systemen zoals opwekking van elektriciteit, zuurstof- of drinkwatervoorziening was het telefoniesysteem. Het enige doel van het bouwwerk was om voor ongeveer 50 personen van de NVR een bomvrije conferentiekamer beschikbaar te stellen.

### Heden
De bunker werd na de Duitse hereniging door de Bundeswehr overgenomen, onderzocht en in 1993 verzegeld en verlaten. Het bovengrondse deel werd afgebroken. De daaronder liggende toegangen en betonschachten voor toe- en afvoer van lucht werden vanwege het bunkertoerisme door de plaatselijke boswachterij afgedekt met een deklaag.
De bunker is een beschermd monument geworden. Het object kon na vooraanmelding van augustus 2008 tot en met oktober 2008 bezichtigd worden. Het gebied rondom de Bunker en de uit een deklaag bestaande Monte Erich is vrij toegankelijk voor voetgangers.

#### Bedden

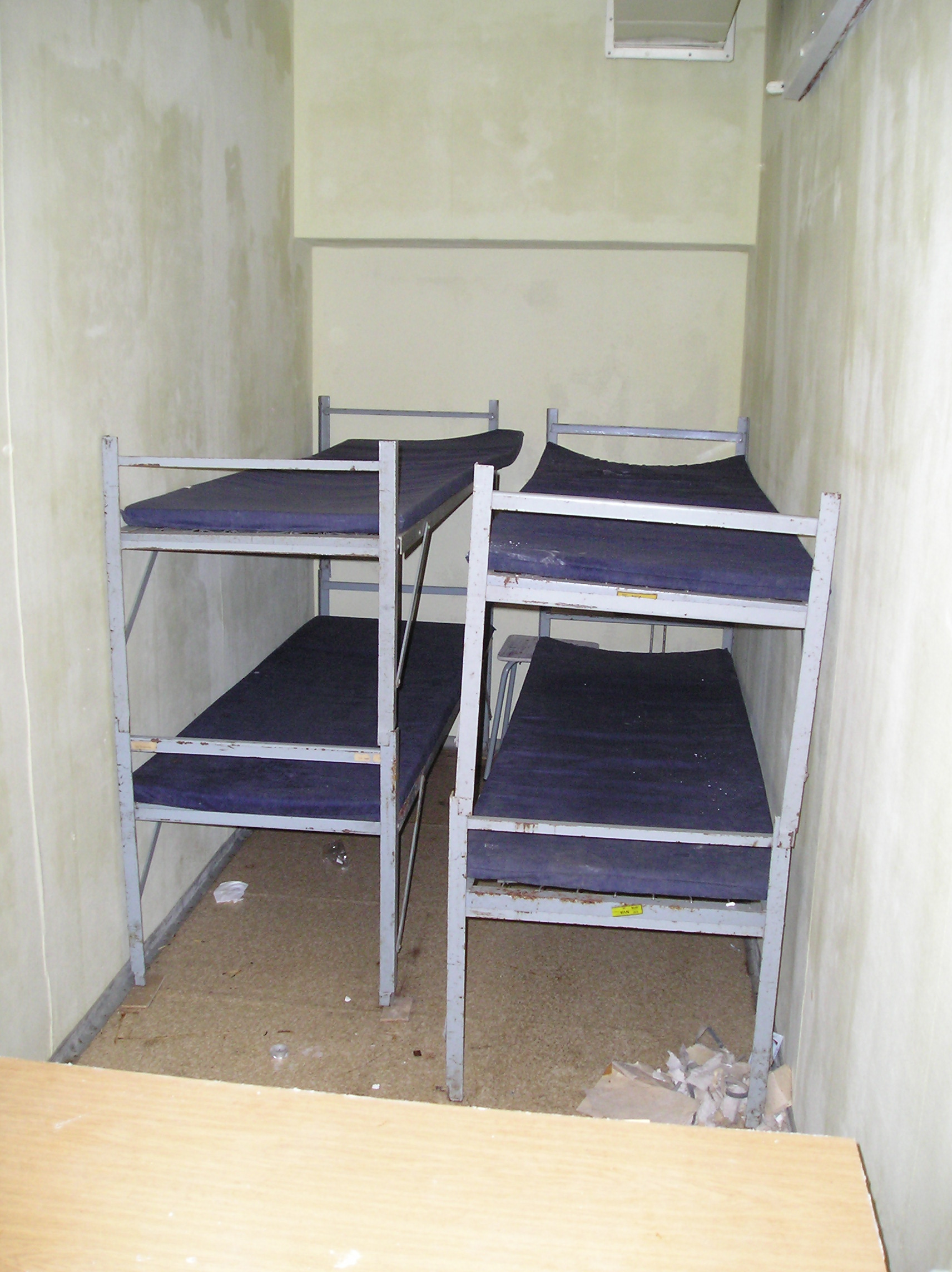
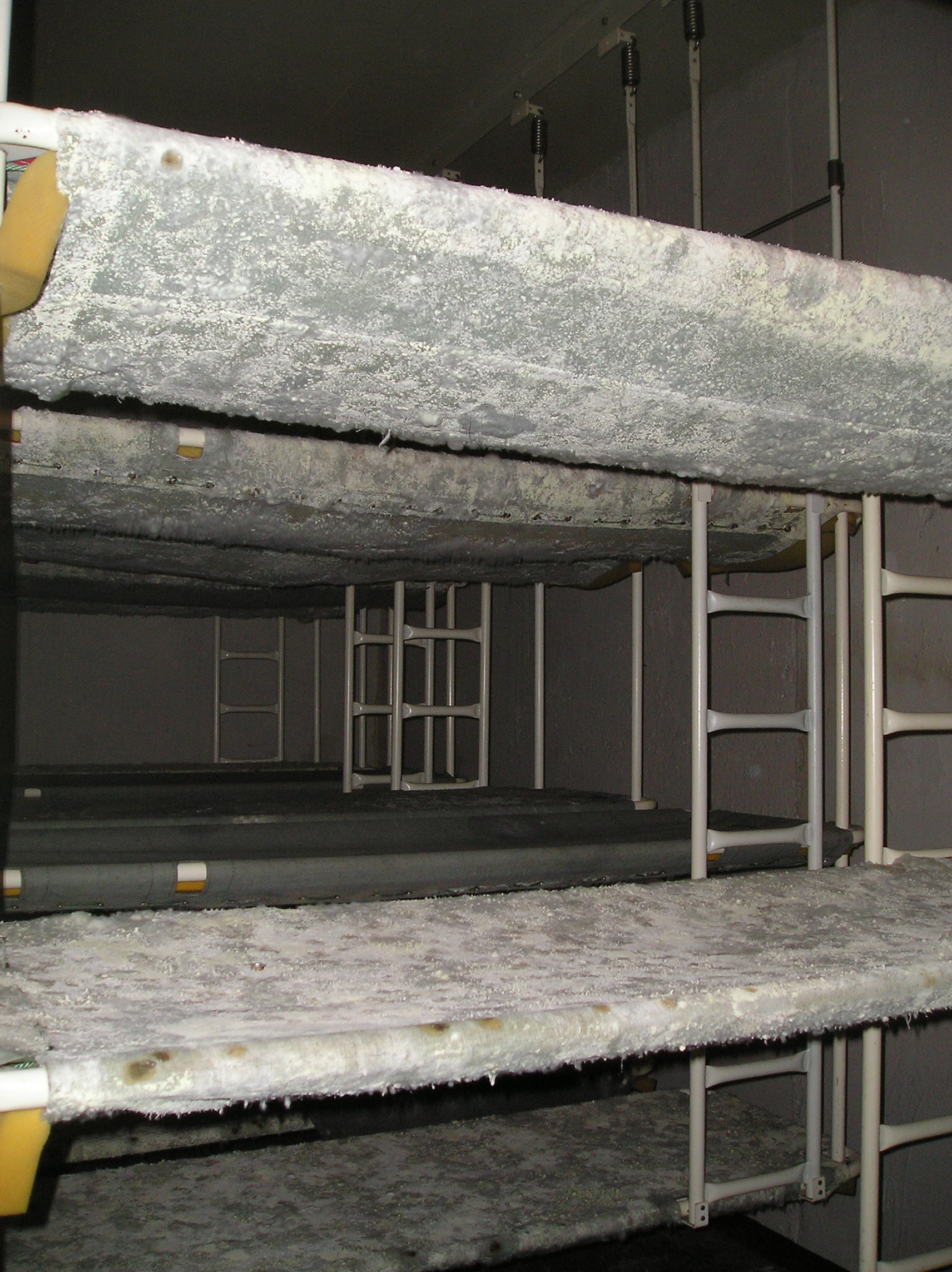

#### Brandblusinstallatie

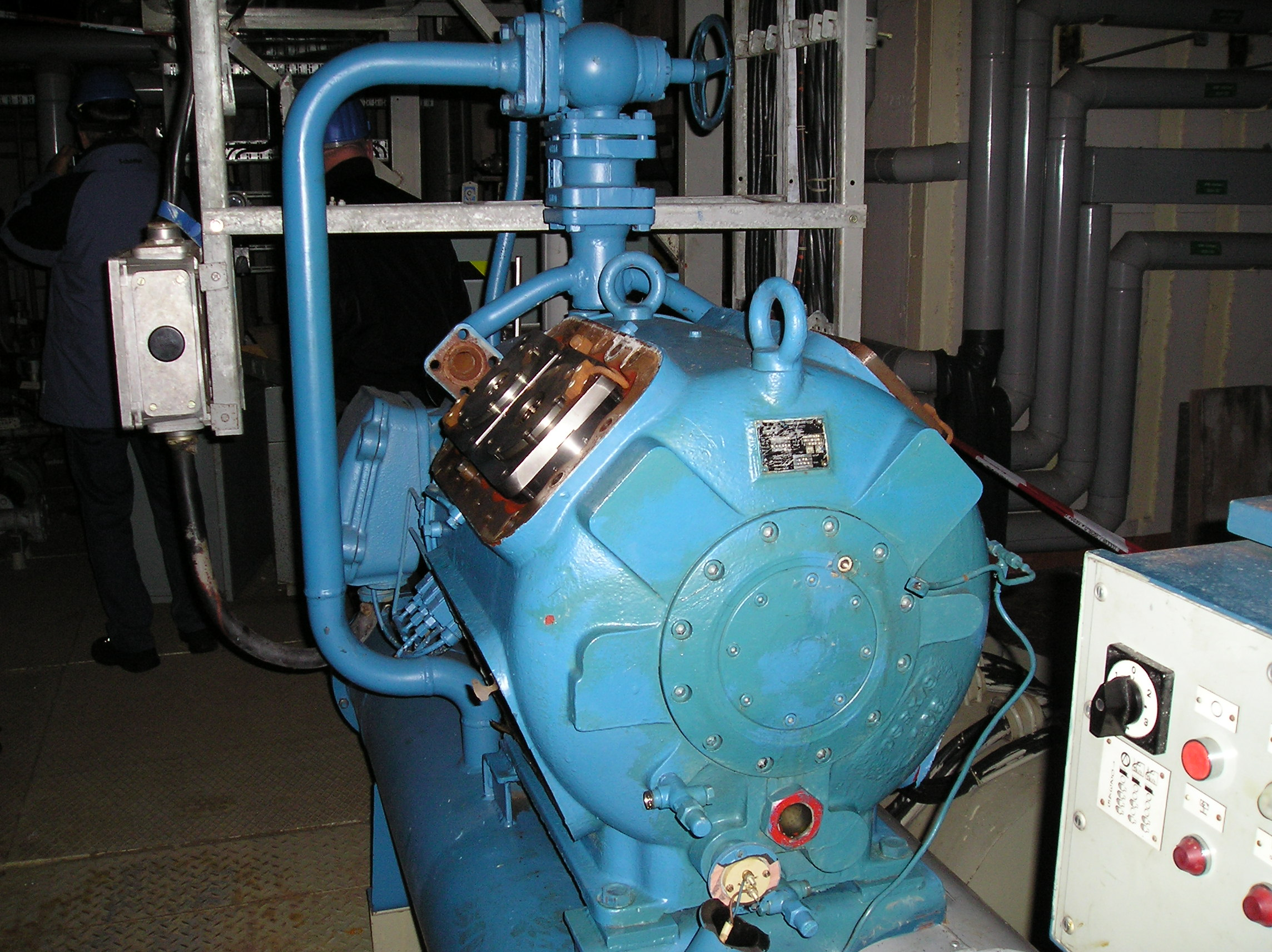
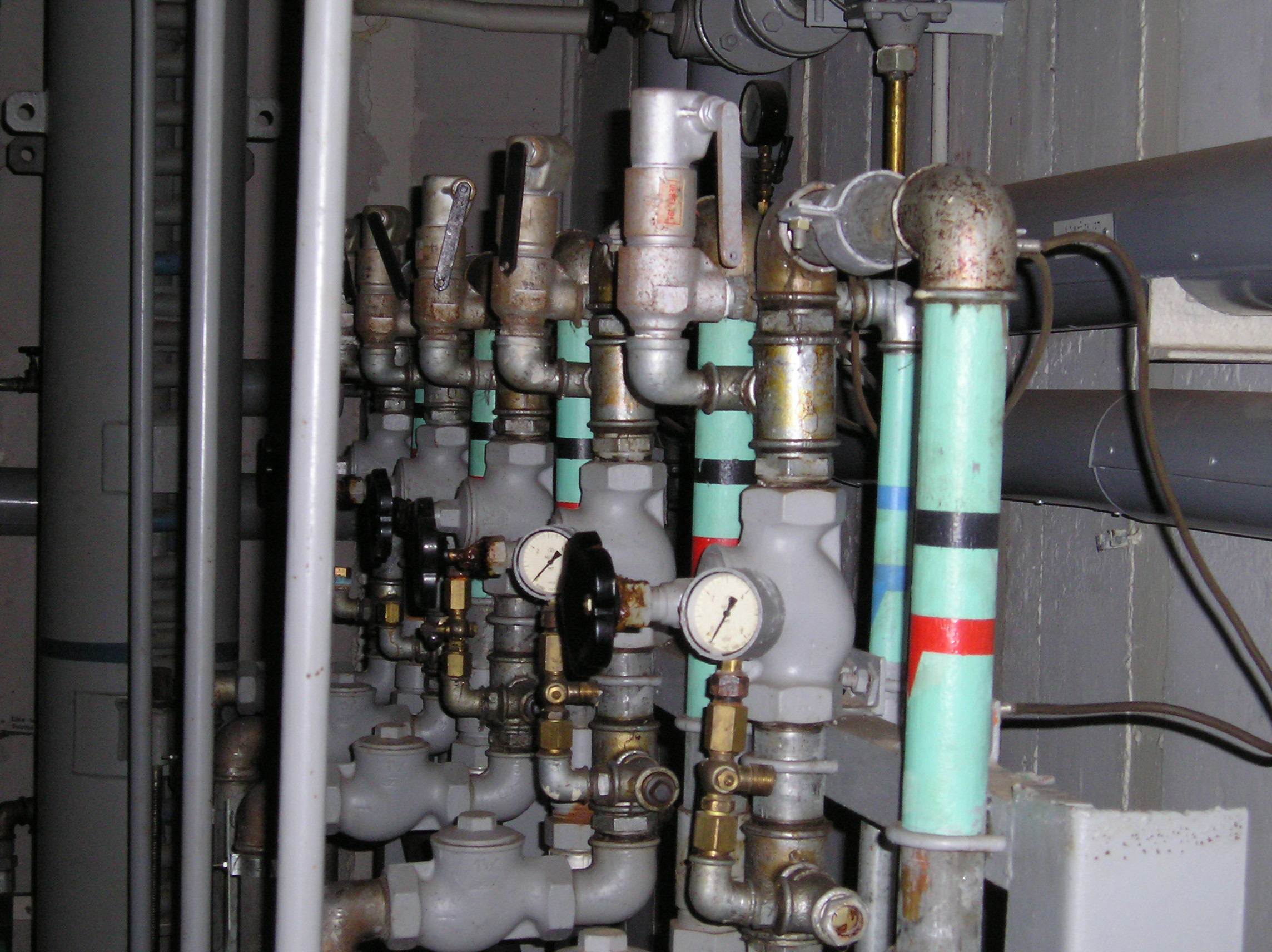
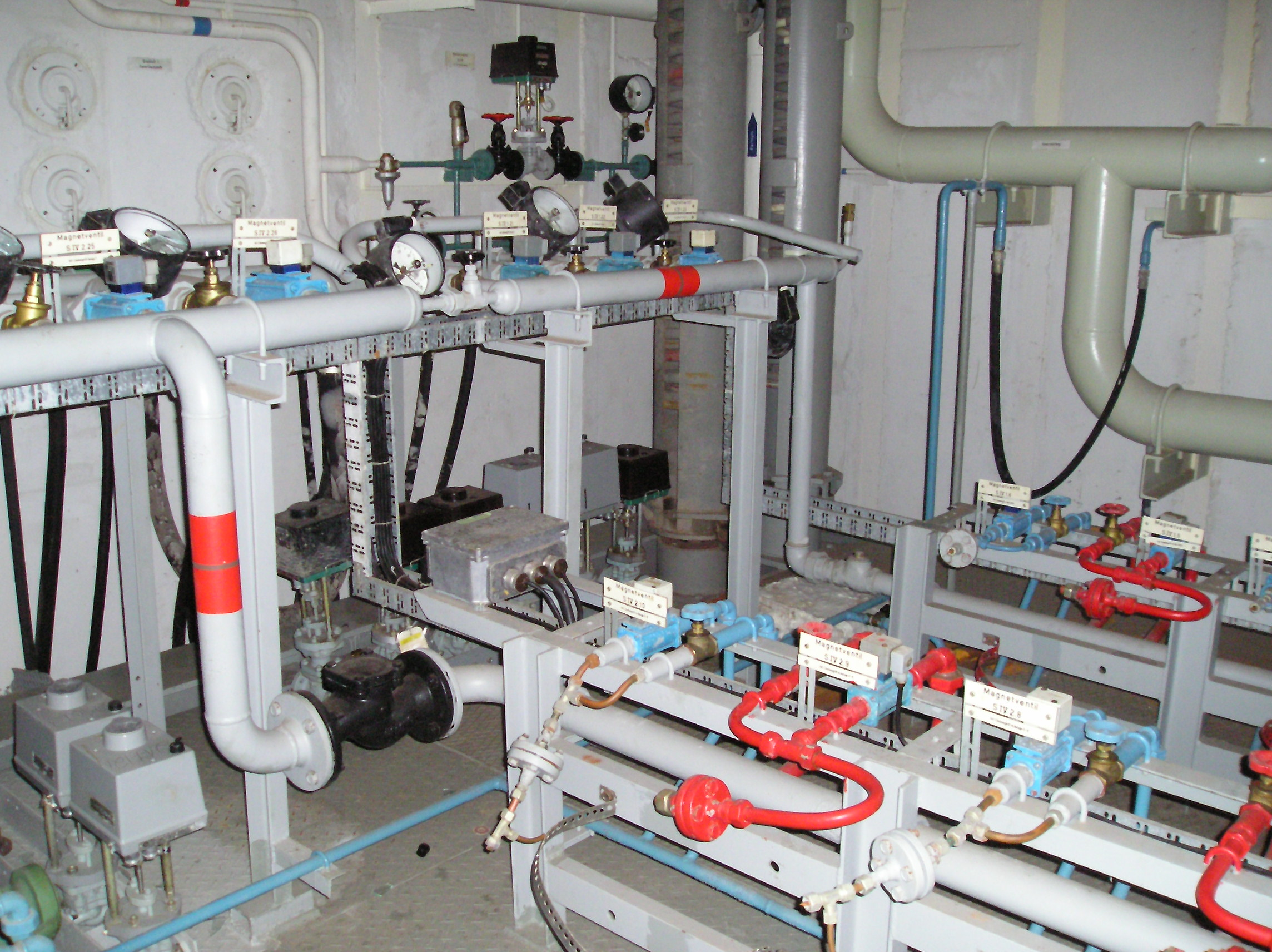

### Galerij

#### Deuren

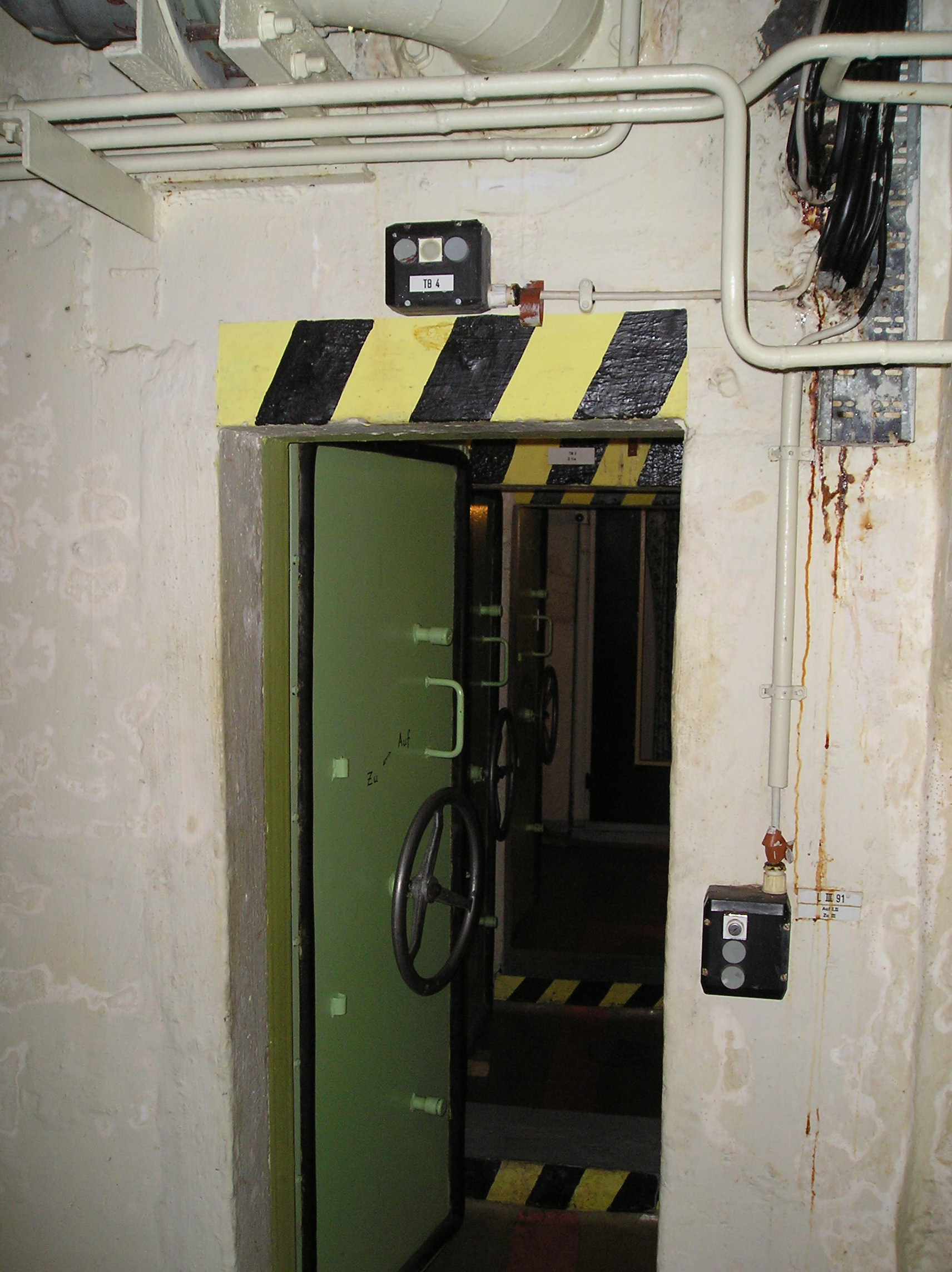
Deur
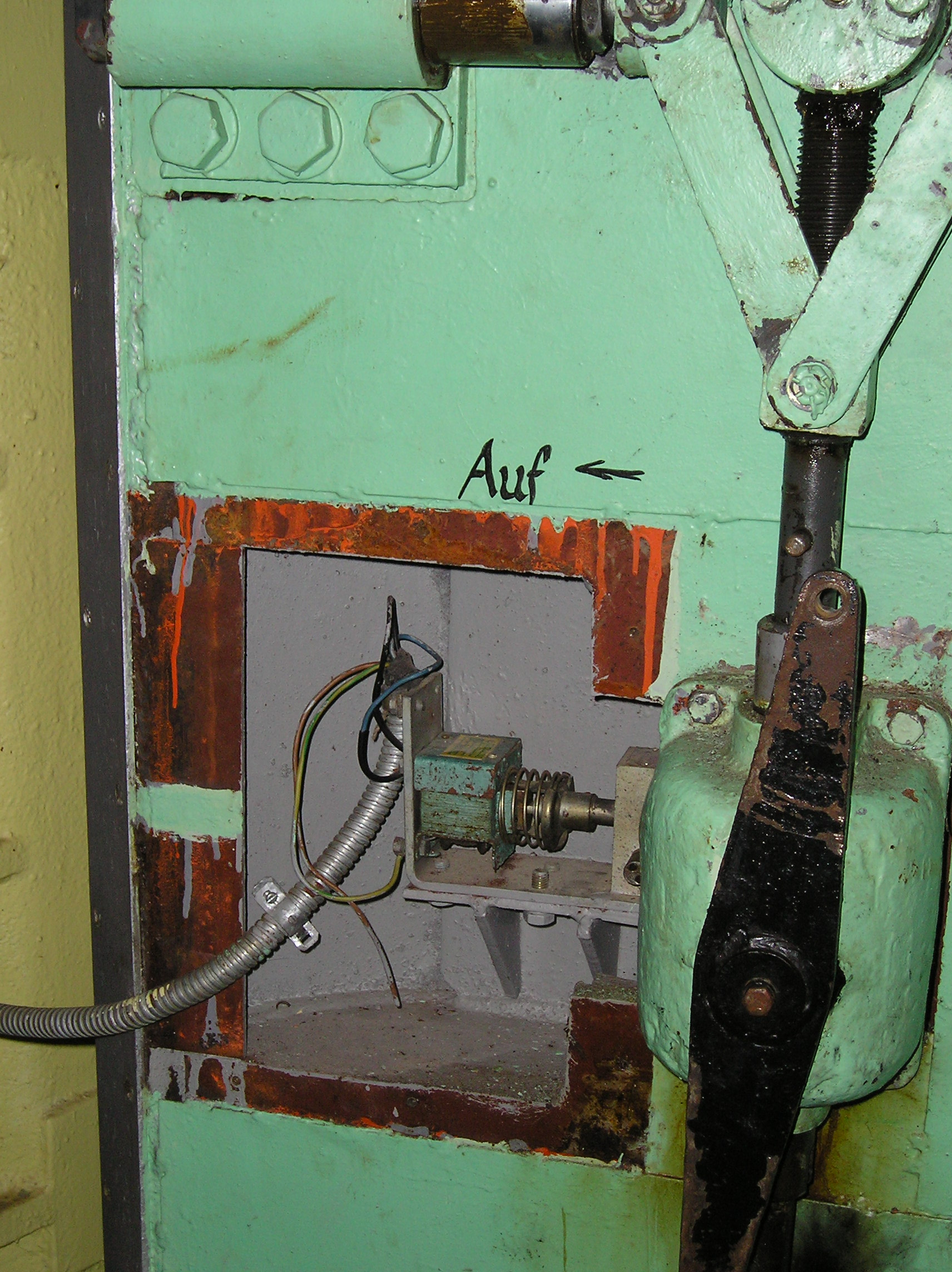
Toegangsdeur - slot

#### Desinfectiedouche

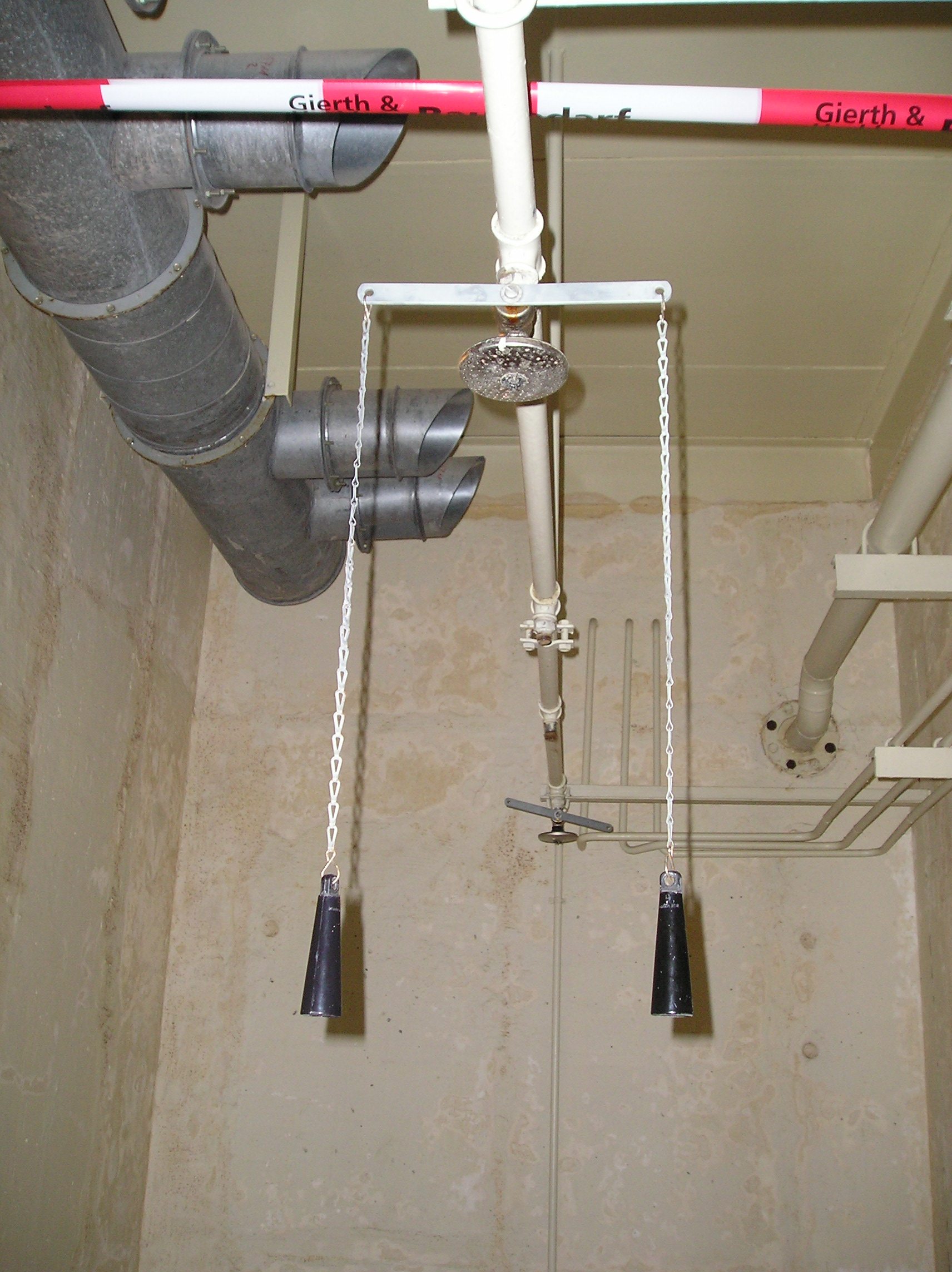
Douche
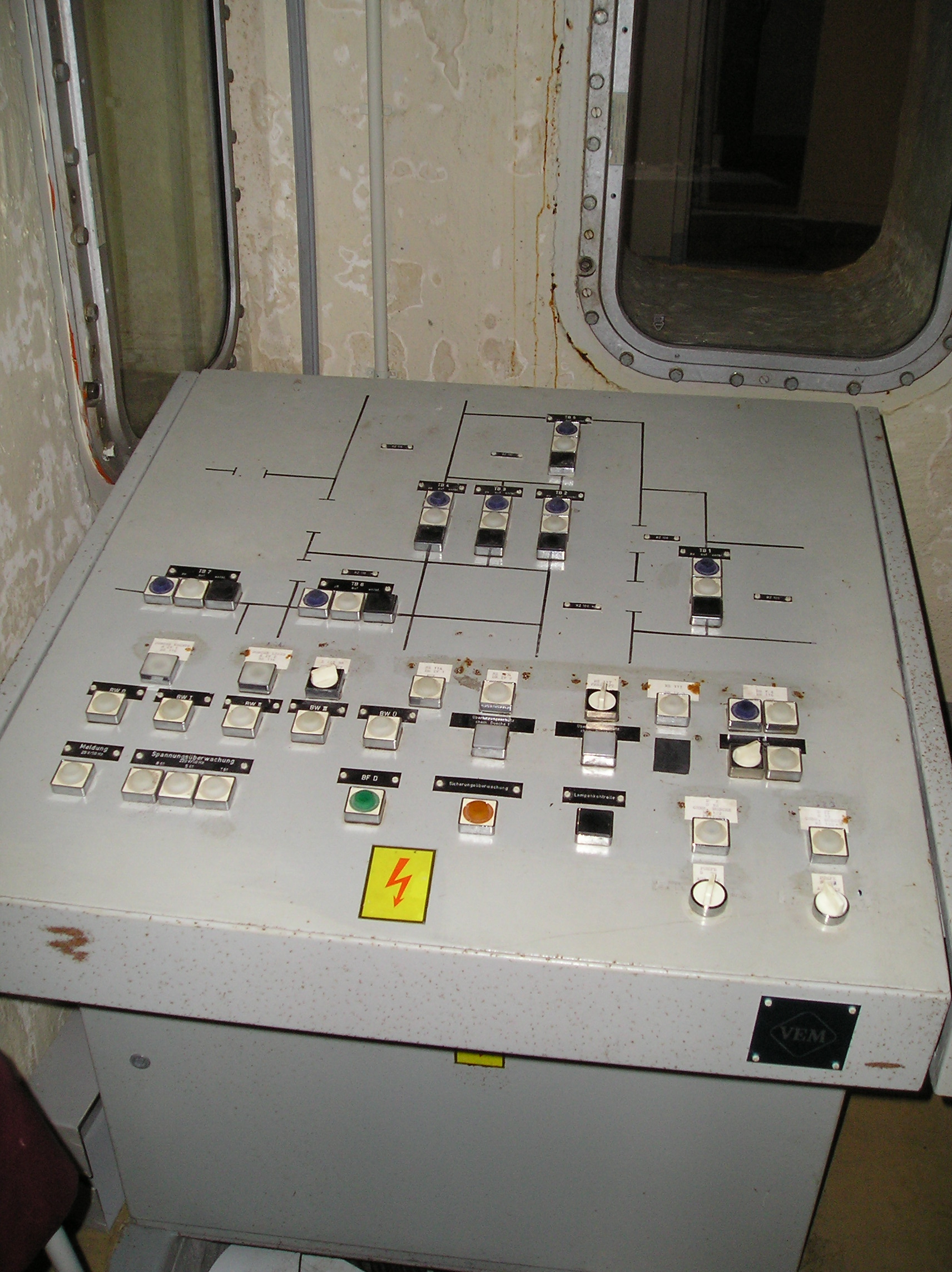
Bedieningspaneel

#### Controleruimte / Dispatch-ruimte

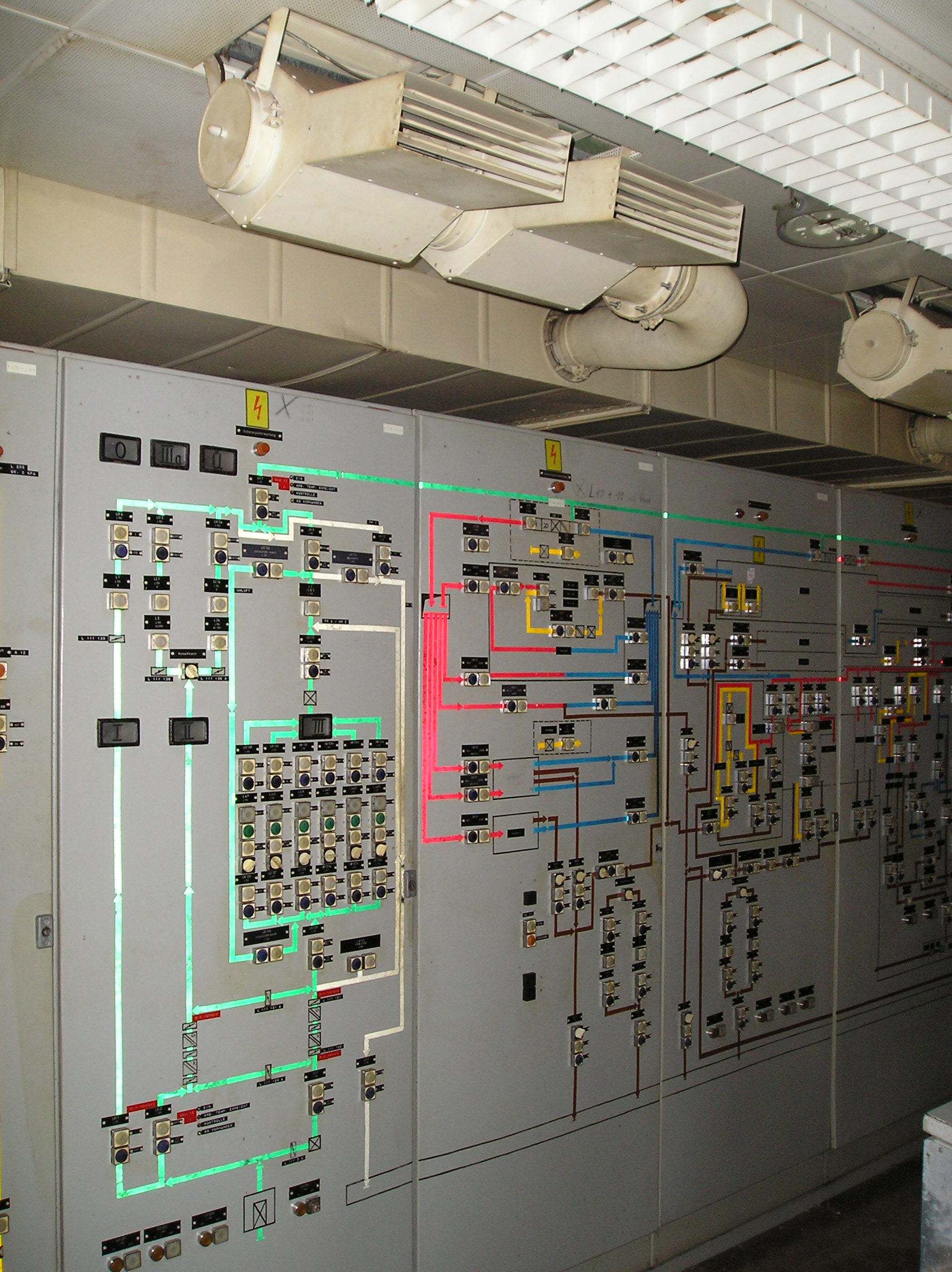
Dispatch
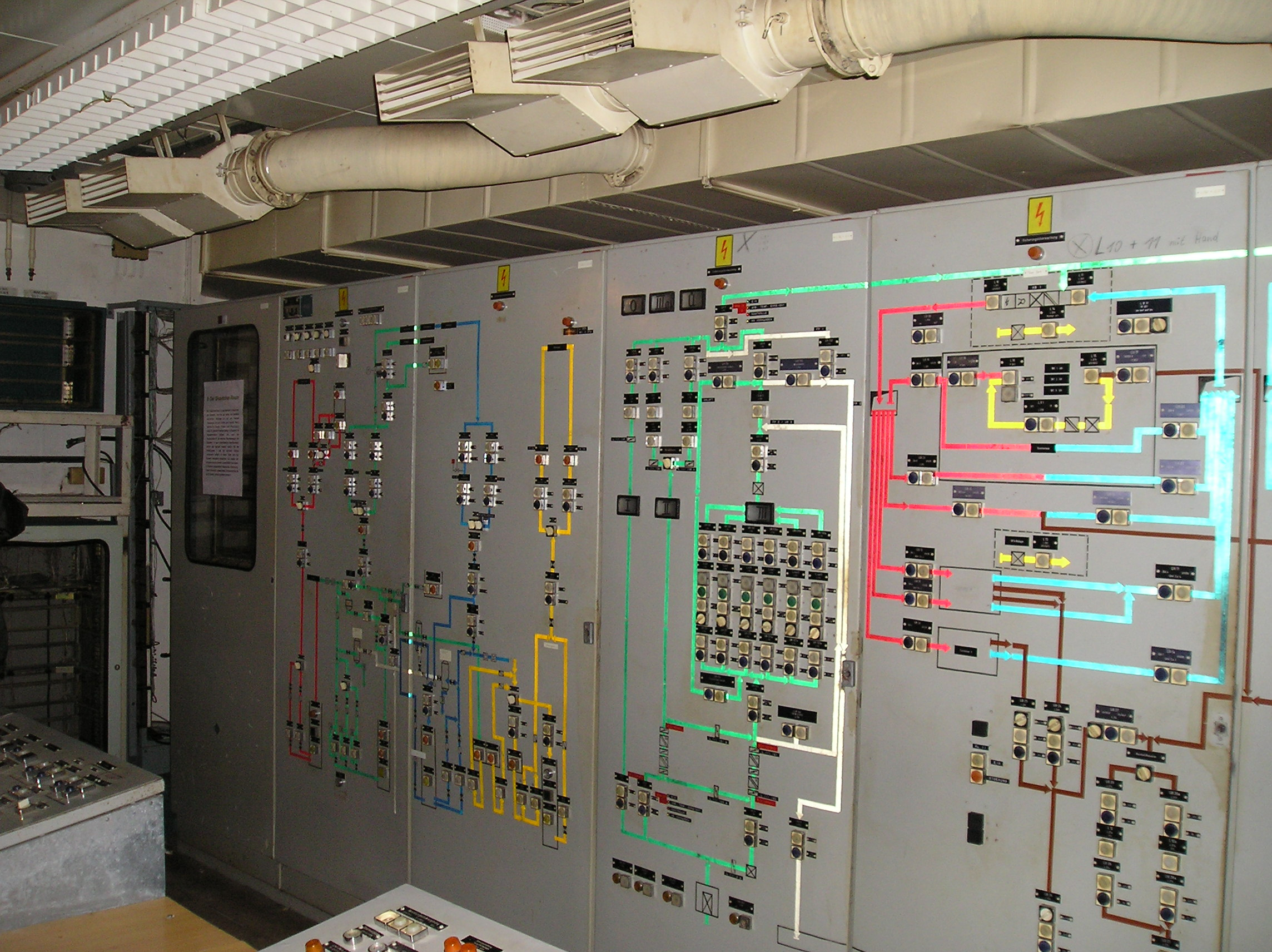
Dispatch
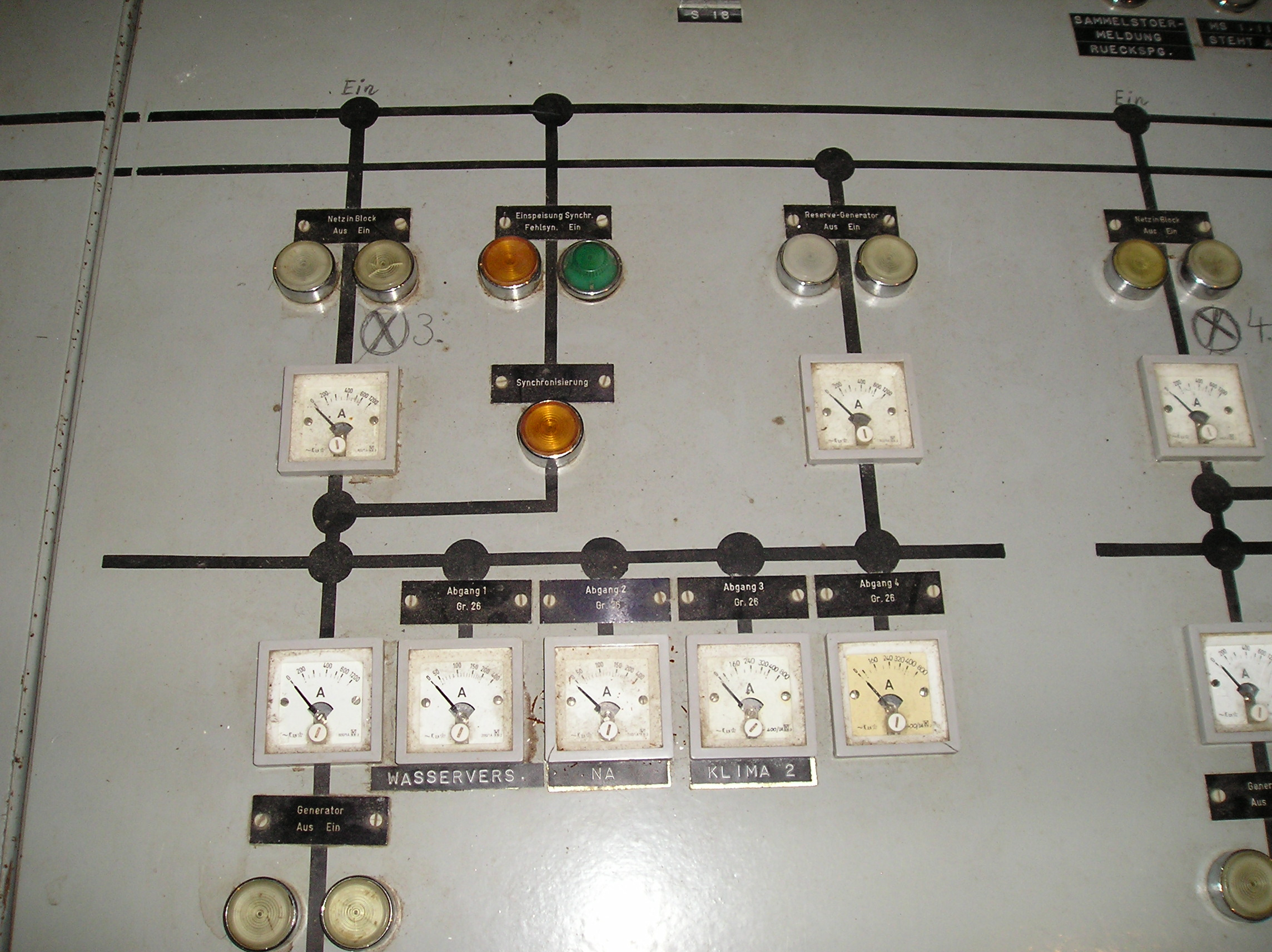
Dispatch

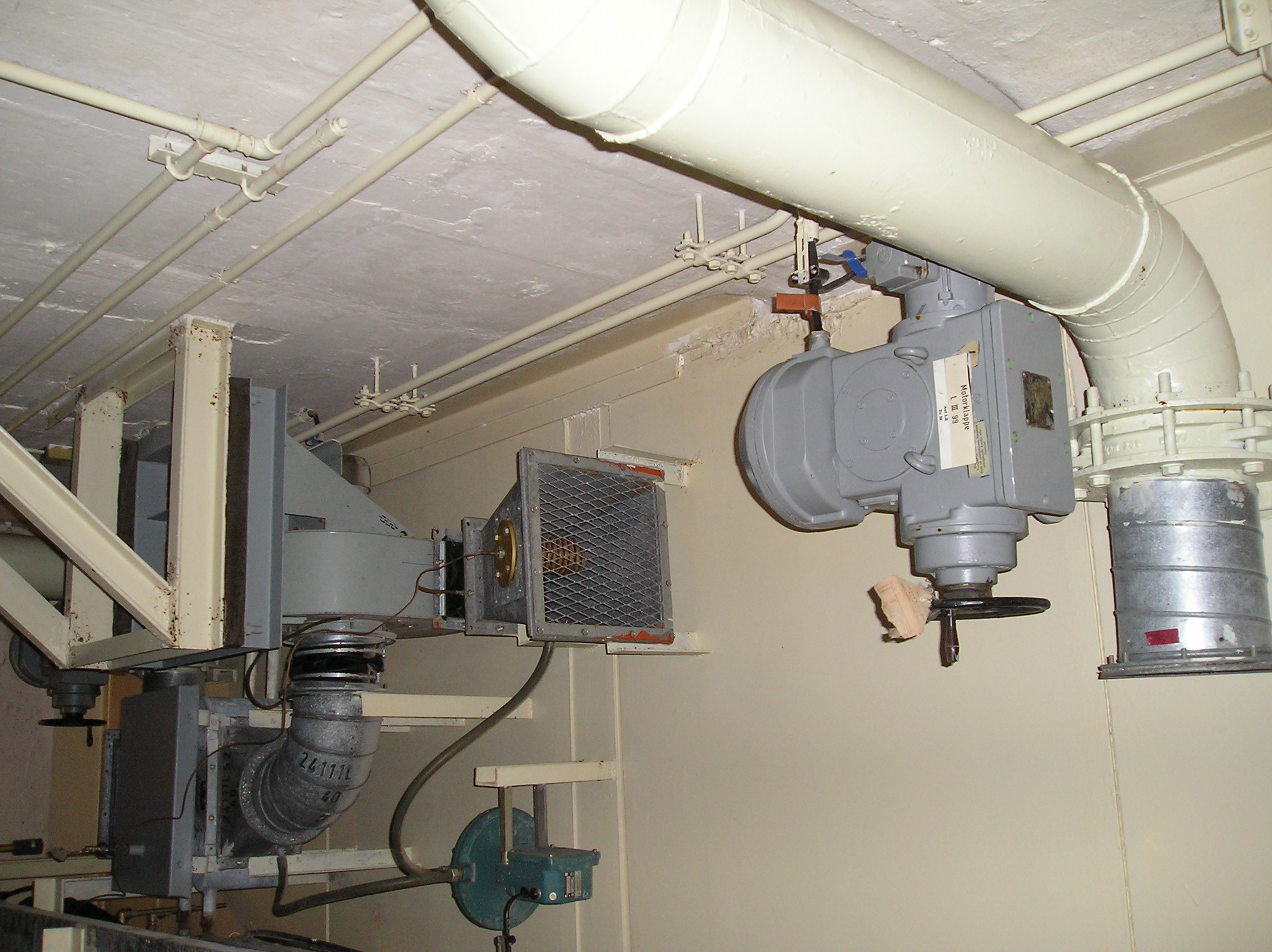
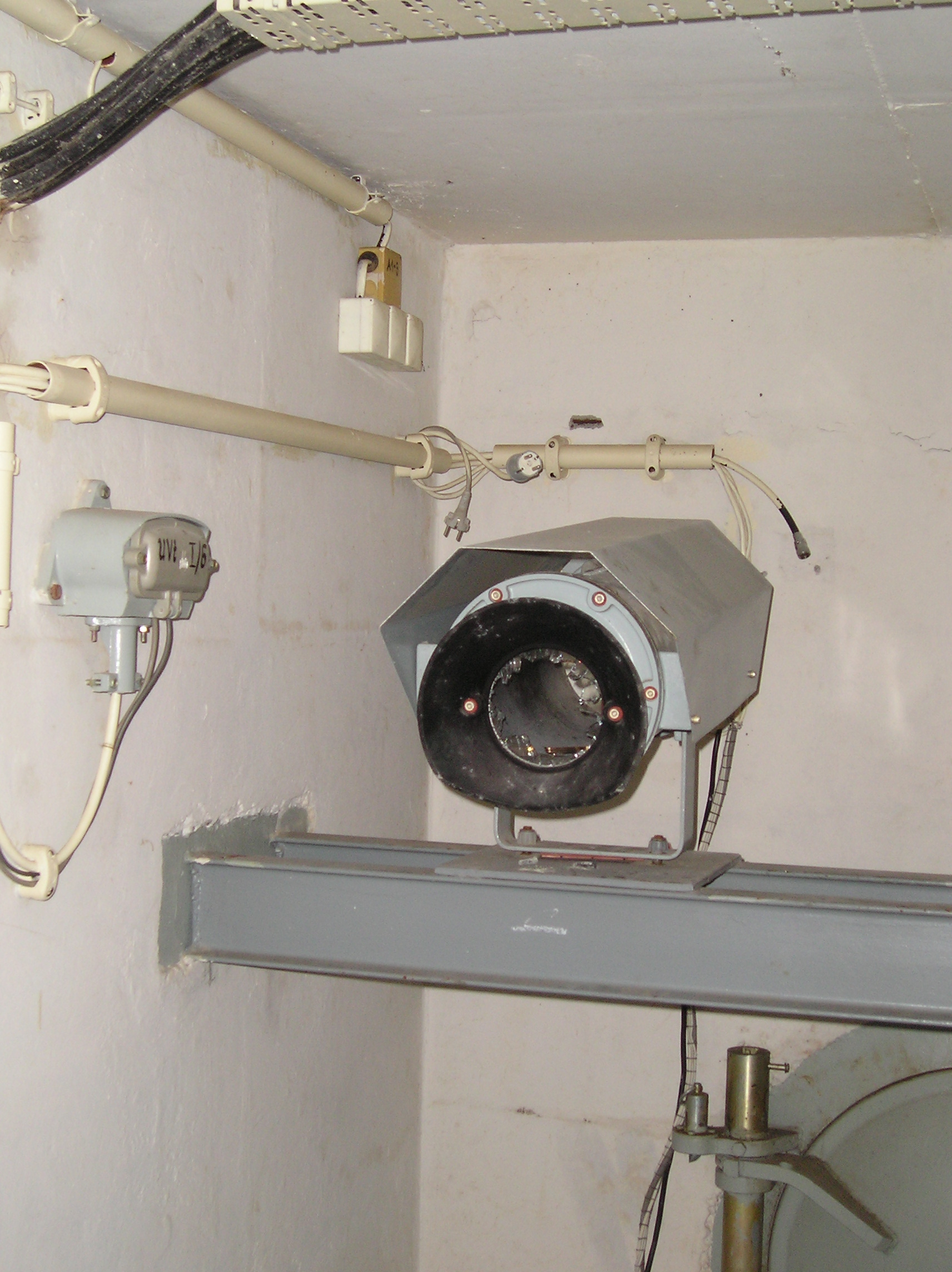
Camera
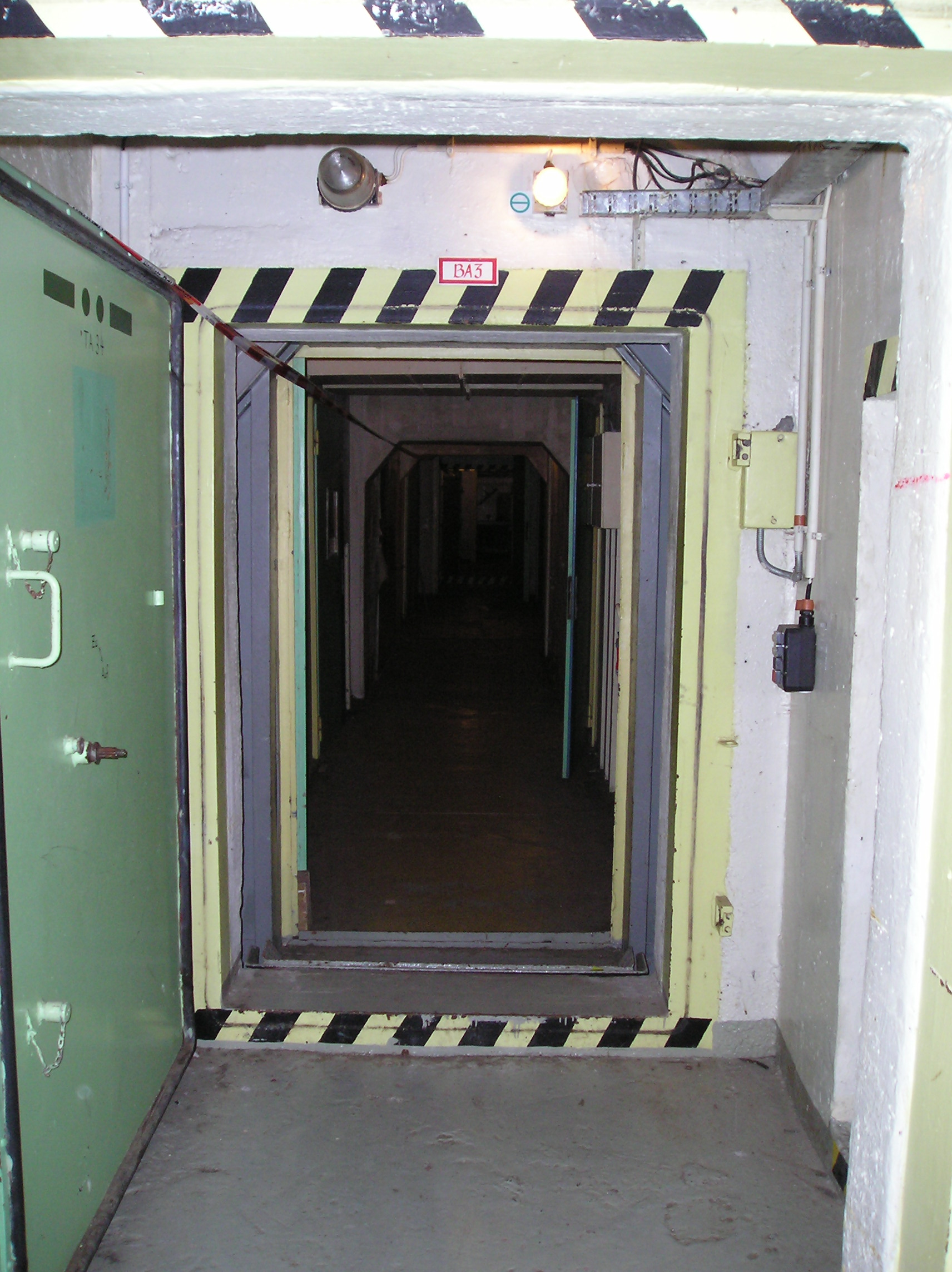
Gang
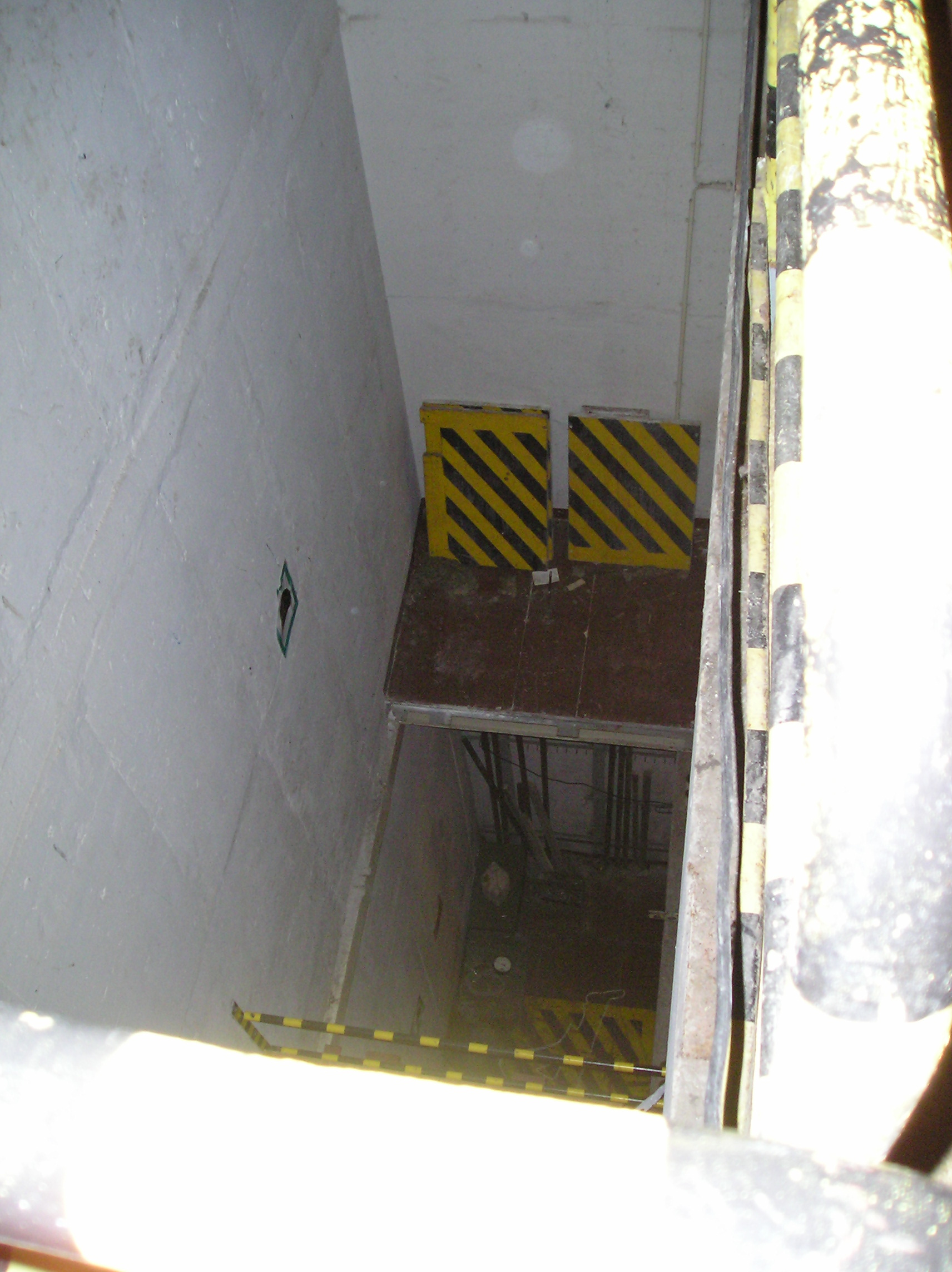
Schacht